# Jonastjärnen, Jämtland
Jonastjärnen är en sjö i Krokoms kommun i Jämtland och ingår i Indalsälvens huvudavrinningsområde.